# Каталан, Серхио
Серхио Каталан (исп. Sergio Enrique Catalan Rochin; 22 апреля 1972 (или 1973), Сан-Игнасио, Мексика) — мексиканский актёр театра и кино.

## Биография
Родился 22 апреля 1972 года в Сан Игнасио. В мексиканском кинематографе дебютировал в 1995 году и с тех пор снялся в 20 работах в кино и телесериалах. Телесериалы Ложь во спасение, Живу ради Елены, Дикая кошка, Мачеха, Во имя любви, Роза Гваделупе и Как говорится оказались наиболее популярными в карьере актёра. В театре сыграл роль в одном спектакле.

## Личная жизнь
Серхио Каталан был женат дважды:
- Первой супругой актёра являлась актриса Далила Поланко, супруги развелись.
- Второй супругой актёра является Тереса Туккио, которая подарила своему супругу двое дочерей — Наталию и Хульетту.

## Фильмография
1
Как говорится (сериал, 2011 — …)
Como dice el dicho … Álvaro
2
Глава Будды (2009)
Cabeza de buda … Cura
3
Роза Гваделупе (сериал, 2008 — …)
La rosa de Guadalupe … Emiliano
4
Во имя любви (сериал, 2008—2009)
En nombre del amor … Darío Peñaloza
5
Земля страстей (сериал, 2006)
Tierra de Pasiones … Jorge San Román
6
Мачеха (сериал, 2005—2007)
La madrastra … Flavio Marinelli
7
Под одной кожей (сериал, 2003)
Bajo la misma piel … Patricio Leyva
8
Дикая кошка (сериал, 2002—2003)
Gata salvaje … Gabriel Valencia (2002)
9
Независимая линза (сериал, 1999 — …)
Independent Lens
10
Три женщины (сериал, 1999—2000)
Tres mujeres … Valentín
11
Мне не забыть тебя (сериал, 1999)
Nunca te olvidaré … Juan Moraima
12
Живу ради Елены (сериал, 1998)
Vivo por Elena … Adolfo
13
Ложь во спасение (сериал, 1996)
Bendita Mentira … Diego De la Mora
14
Бедная богатая девочка (сериал, 1995)
Pobre niña rica … Eduardo
15
Женщина, случаи из реальной жизни (сериал, 1985 — …)
Mujer, casos de la vida real
16
Sábado gigante (сериал, 1962—2011)
… Andrés

### Камео
17
Сегодня ночью с Платанито (сериал, 2013 — …)
Noches con Platanito … гость
18
Дон Франсиско представляет (сериал, 2002 – ...)
Don Francisco presenta
19
Большой Брат VIP: Мексика (сериал, 2002—2005)
Big Brother VIP: México
20
VidaTv (сериал, 2001—2006)